# Argiope amoena
Argiope amoena är en spindelart som beskrevs av Ludwig Carl Christian Koch 1878. Argiope amoena ingår i släktet Argiope och familjen hjulspindlar. Inga underarter finns listade i Catalogue of Life.

## Bildgalleri

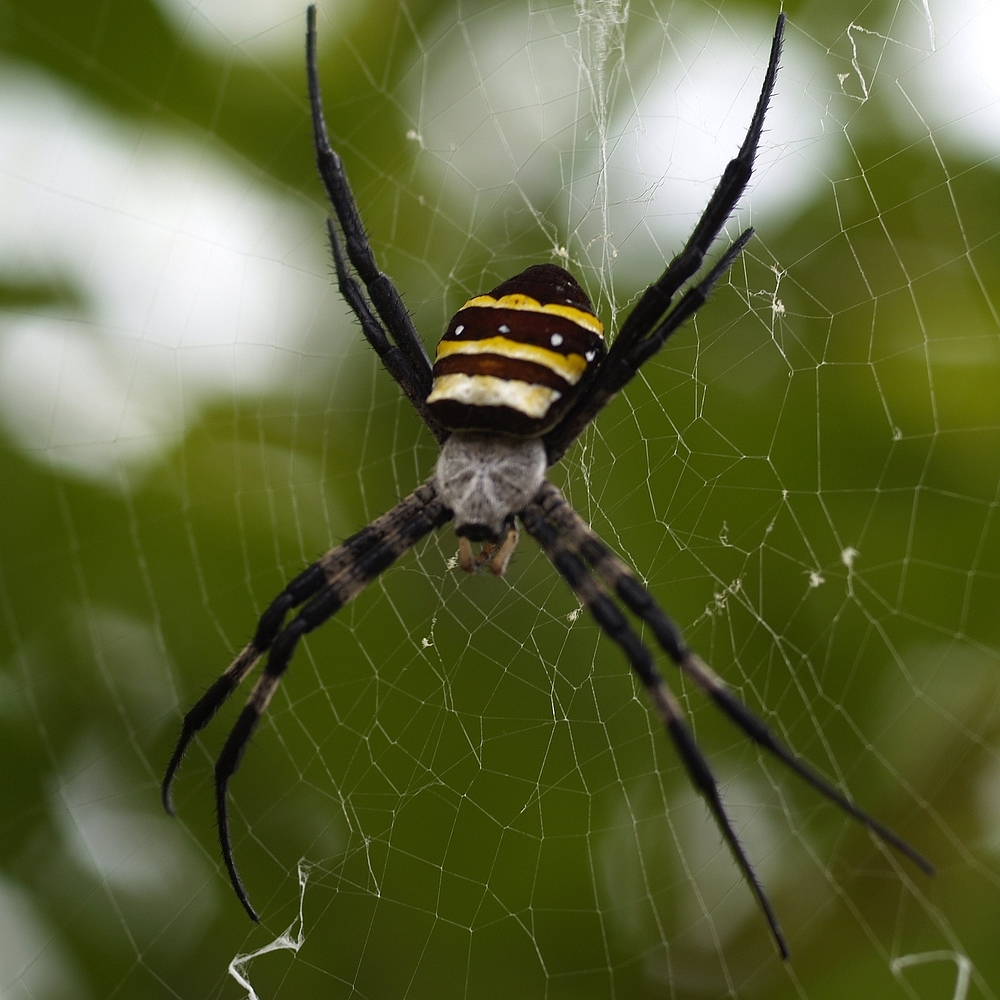
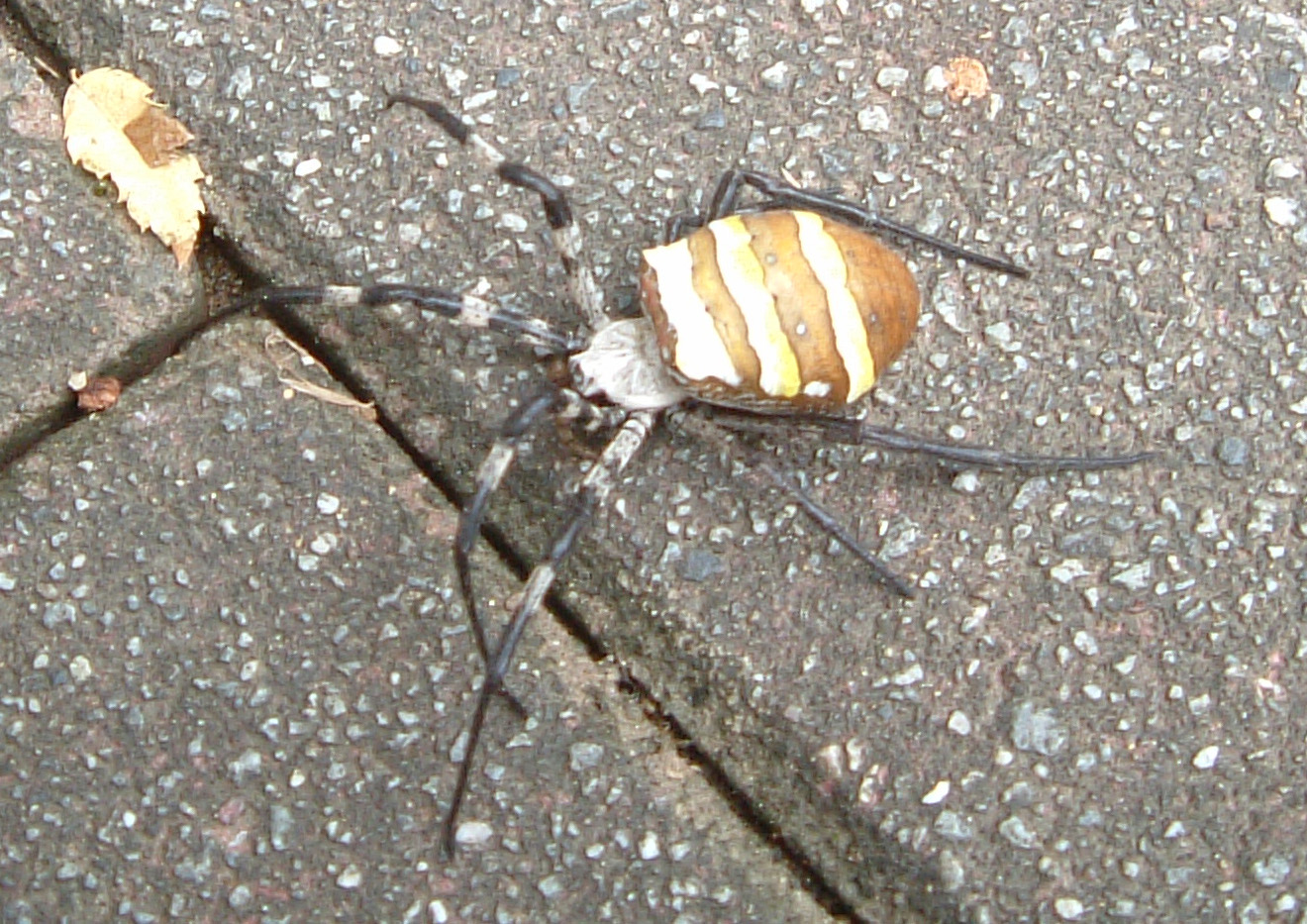
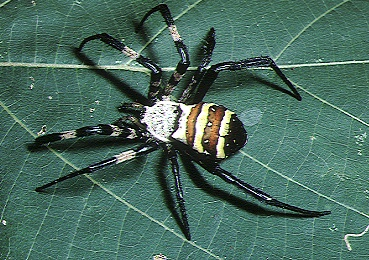
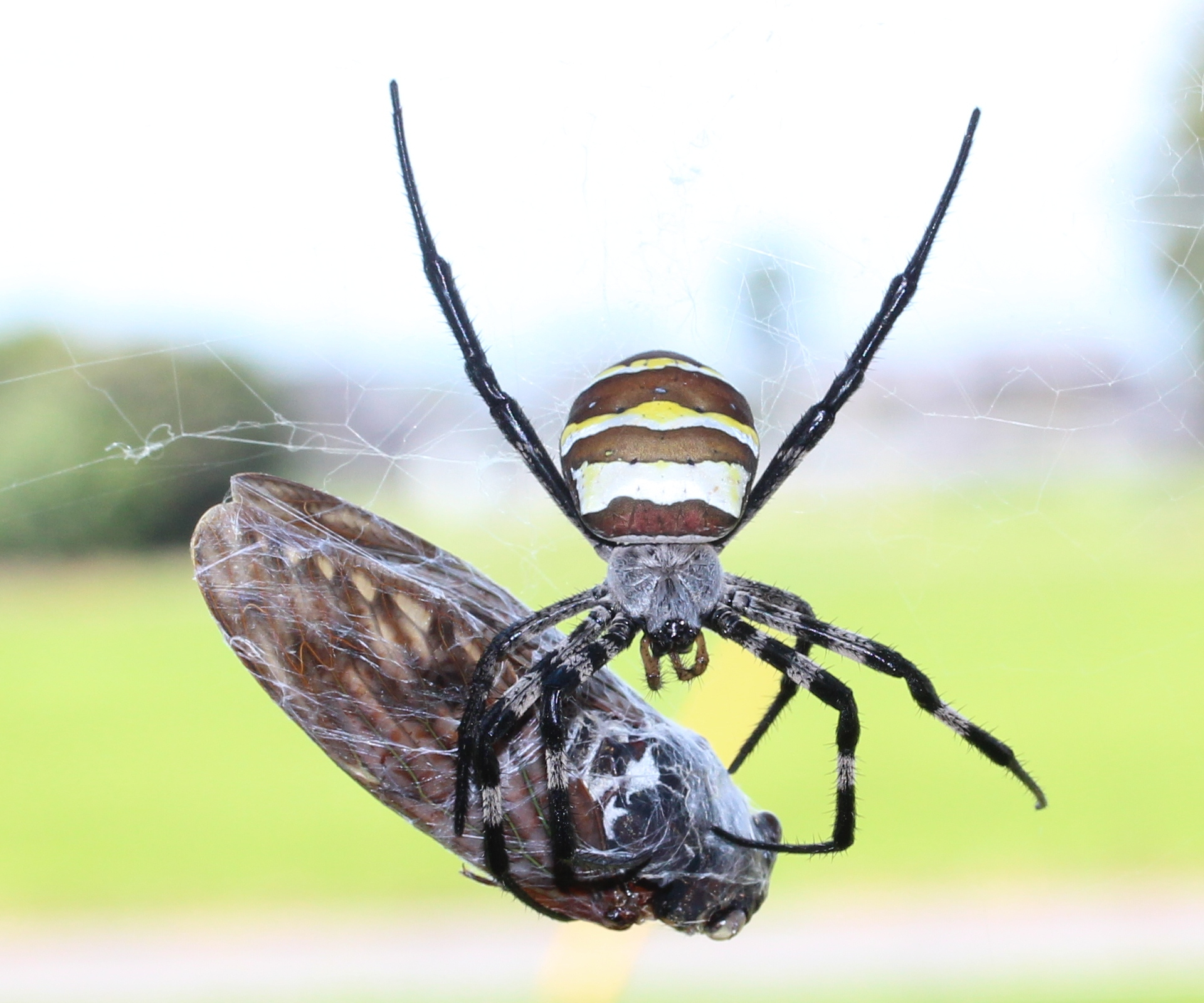
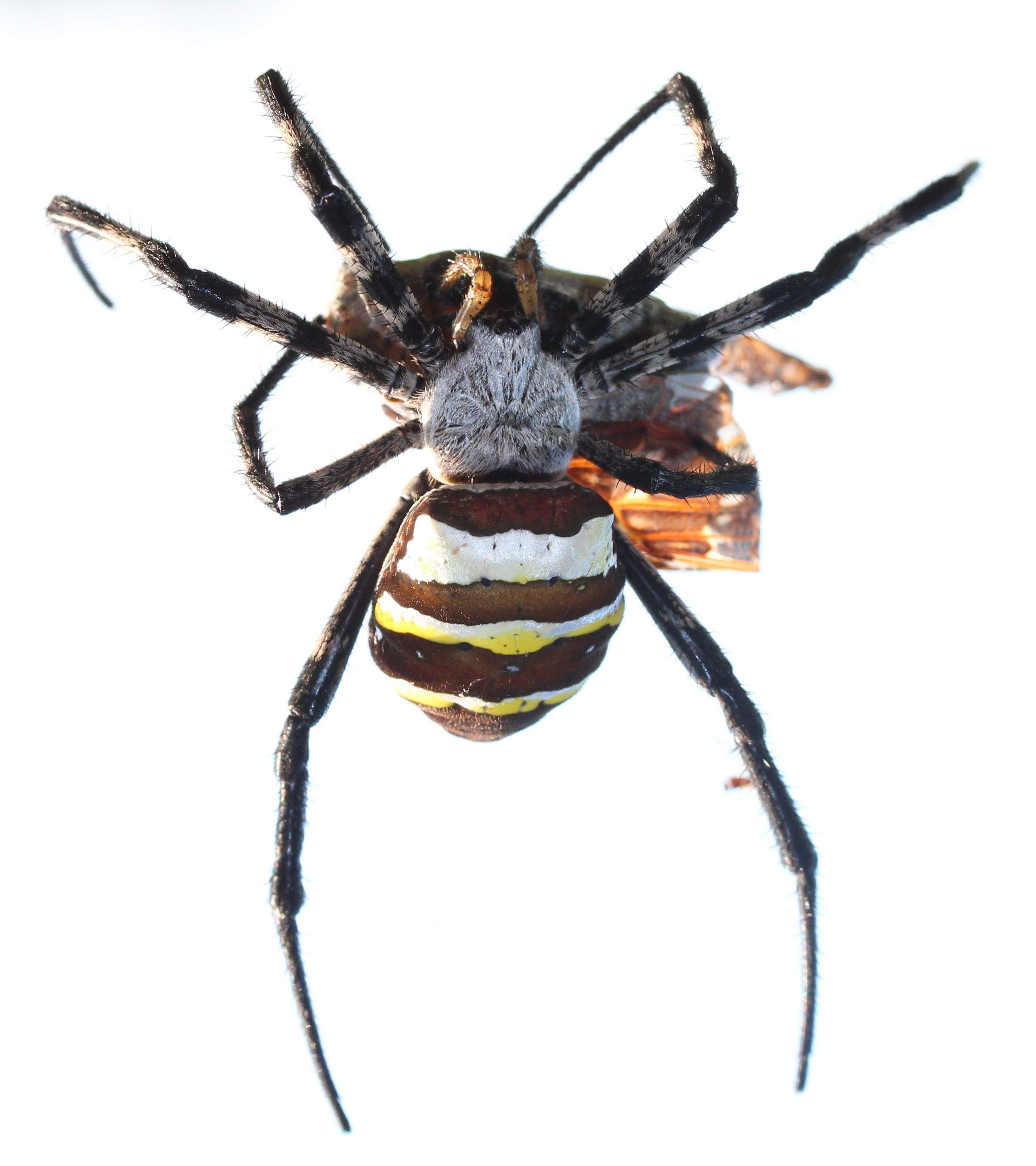